# هینه (خواننده)
هینه (به انگلیسی: Heyne) با نام اصلی کیم های-این (به انگلیسی: Kim Hye-in) (زاده ۳ ژوئن ۱۹۹۲) خواننده اهل کره جنوبی است.